# Pečke
Pečke – wieś w Słowenii, w gminie Makole. W 2018 roku liczyła 260 mieszkańców.